# Ruyton-XI-Towns
Ruyton-XI-Towns è un villaggio e parrocchia civile dell'Inghilterra, appartenente alla contea dello Shropshire.